# David Coleman (Demograf)
David Coleman (geboren 1946) ist Professor emeritus für Bevölkerungswissenschaft der Oxford University, Autor und ehemaliger Fellow der St John’s College (Oxford).
Nach seiner Tätigkeit als Lecturer an der Oxford University ab 1980 war er dort von 1996 bis 2002 Reader der Demografie. im Jahr 2002 wurde er dort zum Professor ernannt.
Von 1985 bis 1987 war er als Special Adviser des Home Office und später als Berater des Ministeriums für Wohnen und Umwelt für die britische Regierung tätig. Coleman ist Berater von MigrationWatch UK und Mitglied des Galton Institute (vormals Eugenics Society). Er ist auch als Berater für die Vereinten Nationen tätig gewesen. Zeitweise war er Ko-Herausgeber des European Journal of Population.
Im Jahr 2013 trat er in den Ruhestand.
Im Jahr 2007 wurde er von Studenten der Oxford University kritisiert, die seine Äußerungen als eugenisch anprangerten. Coleman erklärte, diese Anfeindungen gründeten sich auf seiner Verbindung zu Migrationwatch, auf seiner Mitgliedschaft im Galton Institute sowie auf seinen Aussagen in akademischen Veröffentlichungen und in den Medien, in denen er sich kritisch über den angeblichen Nutzen einer umfangreichen Einwanderung geäußert hatte. Im Jahr 2013 erklärte er, weiße Briten würden bis zum Jahr 2070 zu einer Minderheit, sollten sich gegenwärtige demografische Trends fortsetzen. Zwei Jahre später schrieb er gemeinsam mit Stuart Basten, dass Trends der Geburtenraten in Europa missverstanden worden seien und dass die Veränderung der Altersstruktur zwar Schwierigkeiten bereiten würde, diese aber überwindbar seien.
Zu den Schwerpunkten seiner Forschung zählen unter anderem die Entwicklung der Fertilitätsraten in den Industrienationen, die demografische Entwicklung ethnischer Minderheiten, die Wohnungspolitik und die demografischen Konsequenzen der Einwanderung.
Coleman hat mehrere Bücher und zahlreiche wissenschaftliche Artikel veröffentlicht.
Im Jahr 2016 wurde er mit dem Olivia Schieffelin Nordberg Award (The Population Council) ausgezeichnet.